# Nervus pectoralis lateralis

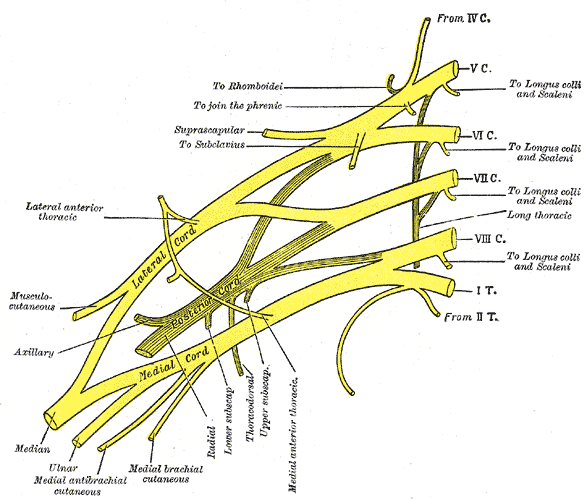
Plexus brachialis. N. pectoralis lateralis har rubricerats "Lateral anterior thoracic" i mitten till vänster.
Illustration: Gray's Anatomy, 1918. (PD)

Nervus pectoralis lateralis är, i människans kropp, en nerv som utgår från fasciculus lateralis i armens nervfläta plexus brachialis och genom den från ryggmärgsnerverna i halskotorna C5–7. Nerven är större än n. pectoralis medialis.
N. pectoralis lateralis passerar över a. axillaris och v. axillaris, perforerar fascia clavipectoralis för breda ut sig på m. pectoralis majors djupa sida.
Nerven avger trådar till n. pectoral medialis så att en loop bildas framför den första delen av a. axillaris.
N. pectoralis lateralis innerverar m. pectoralis major och m. pectoralis minor. Den tillhör de infraklavikulära nerverna.